# Stračov
Stračov település Csehországban, a Hradec Králové-i járásban. Stračov Pšánky, Mžany, Nechanice, Milovice u Hořic, Bříšťany, Třebnouševes, Sovětice és Rašín településekkel határos. Lakosainak száma 317 fő (2024. január 1.).

## Népesség
A település lakosságának változását az alábbi diagram mutatja:
| Lakosok száma | 849  | 870  | 692  | 493  | 349  | 308  | 306  | 296  | 306  | 317  |
|               | 1869 | 1890 | 1921 | 1950 | 1980 | 2001 | 2017 | 2019 | 2022 | 2024 |